# Byle do dzwonka: Nowa klasa
Byle do dzwonka: Nowa klasa (ang. Saved by the Bell: The New Class, 1993-2000) – amerykański serial młodzieżowy nadawany przez stację NBC od 11 września 1993 roku do 8 stycznia 2000 roku. Jest to spinoff serialu Byle do dzwonka z lat 1989-1993.
Serial opowiada o perypetiach nowej grupy studentów uczęszczających do wyższej szkoły w Bayside.

## Obsada
- Dennis Haskins jako Richard Belding
- Robert Sutherland Telfer jako Scott Erickson (seria I)
- Isaac Lidsky jako Barton "Weasel" Wyzell (seria I)
- Bonnie Russavage jako Vicki Needleman (seria I)
- Bianca Lawson jako Megan Jones (serie I-II
- Natalia Cigliuti jako Lindsay Warner (serie I-III)
- Jonathan Angel jako Thomas "Tommy D" De Luca (serie I-III)
- Dustin Diamond jako Samuel "Screech" Powers (serie II-VII)
- Christian Oliver jako Brian Keller (seria II)
- Spankee Rogers jako Bobby Wilson (seria II)
- Sarah Lancaster jako Rachel Meyers (serie II-IV)
- Salim Grant jako R.J. "Hollywood" Collins (seria III)
- Richard Lee Jackson jako Ryan Parker (serie III-V)
- Samantha Becker jako Maria Lopez (serie III-VII)
- Anthony Harrell jako Eric Little (serie IV-VII)
- Ben Gould jako Nicky Farina (serie IV-VII)
- Lindsey McKeon jako Katie Peterson (serie IV-VII)
- Ashley Lyn Cafagna jako Liz Miller (serie V-VII)
- Tom Wade Huntington jako Tony Dillon (serie VI-VII)